# Ernest Warlop
Ernest Warlop (Wervik, 2 januari 1935 - Kortrijk - Heule, 15 december 2003) was een Belgisch historicus, genealoog, heraldicus en archivaris.

## Achtergrond
Warlop, zoon van een grensarbeider, volgde humaniora aan het bisschoppelijk college in Menen, waar hij steeds primus van de klas was. In 1959 behaalde hij aan de universiteit van Gent het diploma van licentiaat in de geschiedenis, met een thesis gewijd aan de middeleeuwse schepenbank van het Brugse Vrije. In 1965 promoveerde hij tot doctor in de wijsbegeerte en letteren met zijn verhandeling De Vlaamse Adel voor 1300.
Hij werd wetenschappelijk medewerker aan de universiteit van Gent (1959-1960) en aspirant van het Nationaal Fonds voor Wetenschappelijk Onderzoek (1961-1962)

## Archivaris
In 1961 werd Warlop kandidaat-archivaris en trad hij in dienst bij het Belgische Rijksarchief, als stagedoend archivaris in Brussel. Zijn verdere loopbaan bracht hem:
- als archivaris-paleograaf in Brugge (1963) en vervolgens in Kortrijk als
- assistent-archivaris (1965)
- eerstaanwezend-assistent (1966)
- werkleider (1970)
- rijksarchivaris voor de afdeling Kortrijk-Ronse (vanaf 1970 tot aan zijn pensioen in 1999)

Als archivaris had Warlop de leiding van heel wat inventarissen, waarvan een zestiental werd gepubliceerd.. Als belangrijkste auteur tekende hij voor:
- Inventaris van het Fonds d'Ennetières (1981)
- Inventaris van het Fonds Descantons de Montblanc

## Vlaamse adel
Het doctoraat dat hij behaalde en vooral het thema waarop hij het behaalde beïnvloedde aanzienlijk zijn verdere loopbaan. Hij maakte namelijk de historisch verantwoorde inventaris op van de vroege adel in het graafschap Vlaanderen.
Toen zijn verhandeling, onder de titel De Vlaamse adel voor 1300 in 1968 verscheen, werd ze bekroond door de Koninklijke Vlaamse Academie van België voor Wetenschappen en Kunsten.
De publicatie werd als belangrijk en baanbrekend erkend en is sindsdien ontelbare keren als referentiewerk geciteerd. De publicatie van de Engelse vertaling gaf hem internationale bekendheid.
Het is pas een halve eeuw later dat historici zoals Jan Dumolyn, Frederik Buylaert en Pieter Donche de draad opnamen en de adel in het graafschap Vlaanderen in latere eeuwen aan onderzoek en inventarisatie onderwierpen. Ondertussen was in 1992 het Wapenboek van de Belgische adel verschenen, van de hand van Paul Janssens en Luc Duerloo, dat de adel van het graafschap Vlaanderen behandelt vanaf de 15de eeuw en dit binnen het geheel van de adel in de andere prinsbisdommen, hertogdommen en graafschappen die thans het koninkrijk België uitmaken.

## Verenigingsleven
Warlop was bijzonder actief in verenigingen die de familiegeschiedenis, genealogie en heraldiek tot voorwerp hebben. Zo was hij:
- ondervoorzitter van de Vlaamse Vereniging voor Familiekunde (gouw West-Vlaanderen (1968-1972)
- voorzitter van dezelfde vereniging (1972-1979)
- lid van de redactieraad van Vlaamse Stam (1971-1979)
- lid van het algemeen bestuur van VVF (1975-1978)
- medeoprichter van het Heraldisch College van de VVF en secretaris (1973-1978)
- bestuurslid van het Vlaams Centrum voor genealogie en heraldiek (1978-1980)

Hij werd ook ridder in de West-Vlaamse orde van 't Manneke uit de Mane.

## Openbare functies
- In 1977 werd Warlop lid van de Subcommissie voor heraldiek die was opgericht binnen het Ministerie voor Cultuur. Toen dit in 1984 de Vlaamse Heraldische Raad werd, werd hij er voorzitter van. In deze functie lag hij aan de basis van het decreet over de burgerlijke wapens.

- Van 1978 tot 1994 was hij lid van de Belgische Raad van Adel.

## Publicaties
Ernest Warlop heeft talrijke artikels geschreven in vele tijdschriften. Hij publiceerde de volgende boeken:
- De Vlaamse adel voor 1300, Familia et Patria, Handzame, 1968 (4 delen)
- Oud schrift, Antwerpen, 1968
- The Flemish nobility before 1300, Desmet-Huysman Publishers, Kortrijk, 1975-1976 (4 delen)
- Geschiedenis van Kortrijk, 1990 (mede-auteur)
- Wapenboek van Vlaanderen, Handzame, 1972
- Heraldiek, Brussel, 1972
- Oud Rekkem, deel I, Handzame, 1972
- Moorsele: heerlijkheid, kasteel en kasteelheren, Kortrijk, 1986
- samen met Lieve Viaene-Awouters
  - Gemeentewapens in België - Vlaanderen en Brussel Deel I, A-L, Brussel, Dexia, 2002
  - Gemeentewapens in België - Vlaanderen en Brussel, Deel II, M-Z, Brussel, Dexia, 2002
  - Armoiries communales en Belgique, Communes wallonnes, bruxelloises et germanophones, Tome I, A-L, Brussel, Dexia, 2002
  - Armoiries communales en Belgique, Communes wallonnes, bruxelloises et germanophones, Tome II, M-Z, Brussel, Dexia, 2002